# Cnemodes
Cnemodes là một chi bướm đêm thuộc họ Geometridae.